# United States Army Forces Command
Das United States Army Forces Command (FORSCOM; dt. Streitkräftekommando) ist eines von drei Heereskommandos und ein Major Command der US Army. Es ist zuständig für die Ausbildung, Mobilisierung, Aufstellung, Unterstützung, Transformation, und Neuorganisation der konventionellen Kräfte der US Army.
Es hat sein Hauptquartier in Fort Liberty, North Carolina. Das FORSCOM stellt eine Besonderheit innerhalb der Oberkommandos der US Army dar, denn es fungiert einerseits als Armeekommando für die US Army selbst, und anderseits bildet es die Heereskomponente des US Joint Forces Command, operiert also auch als funktionales US-Army-Komponentenkommando.
Dem Kommandeur des FORSCOM ist auch die US Army North, die Landkomponente des Regionalkommandos US Northern Command unterstellt.
Es ist ab 2019 geplant das United States Army Forces Command zusammen mit dem United States Army Training and Doctrine Command (TRADOC), dem United States Army Materiel Command (AMC) und dem United States Army Test and Evaluation Command (ATEC) zu einem United States Army Futures Command (AFC) zu vereinen.

## Unterstellte Verbände
- US Army Reserve Command (Fort Liberty, NC)
- First US Army (Rock Island Arsenal, IL)
- III Corps (Fort Cavazos, TX)
- V Corps (Fort Knox, KY)
- XVIII Airborne Corps (Fort Bragg, NC)
- Security Force Assistance Command (Fort Bragg, NC)
- 20th Support Command (CBRNE) (Aberdeen Proving Ground, ML)
- 32nd Army Air & Missile Defense Command (Fort Bliss, TX)
- Fort Irwin National Training Center
- Joint Readiness Training Center
- 83d Civil Affairs Battalion
- Air Traffic Services Command

## Liste der Kommandierenden Generale

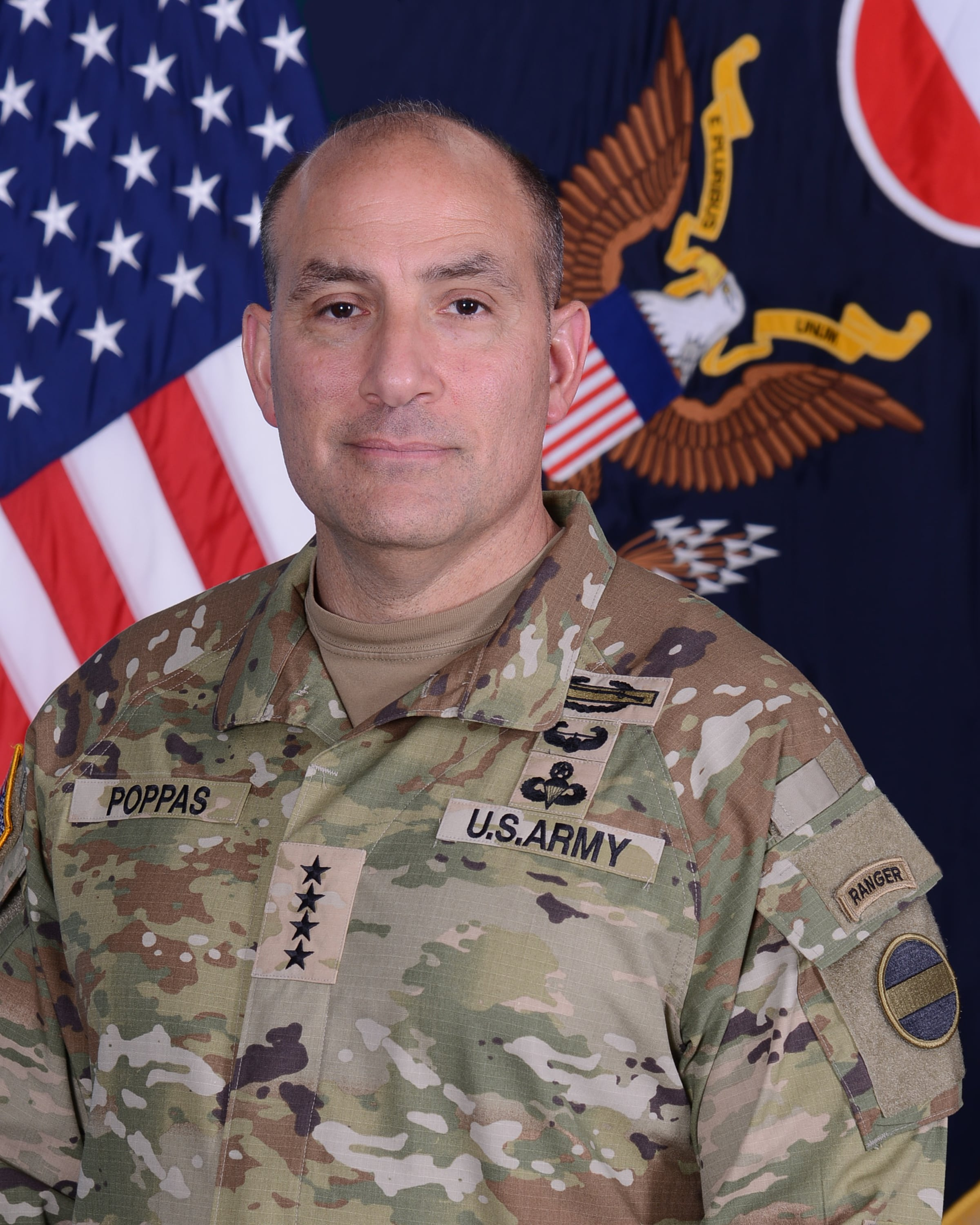
Andrew P. Poppas

| Name                                | Beginn der Berufung | Ende der Berufung  |
| ----------------------------------- | ------------------- | ------------------ |
| Andrew P. Poppas                    | 8. Juli 2022        | amtierend          |
| Michael X. Garrett                  | 21. März 2019       | 8. Juli 2022       |
| Laura J. Richardson (kommissarisch) | 17. Oktober 2018    | 20. März 2019      |
| Robert B. Abrams                    | 10. August 2015     | 16. Oktober 2018   |
| Mark A. Milley                      | 15. August 2014     | 9. August 2015     |
| Daniel B. Allyn                     | 10. Mai 2013        | 14. August 2014    |
| David M. Rodriguez                  | 12. September 2011  | 15. März 2013      |
| Howard B. Bromberg (kommissarisch)  | 8. Juli 2011        | 11. September 2011 |
| James D. Thurman                    | 3. Juni 2010        | 7. Juli 2011       |
| Charles C. Campbell                 | 9. Januar 2007      | 2. Juni 2010       |
| Dan K. McNeill                      | 7. Mai 2004         | 8. Januar 2007     |
| Larry R. Ellis                      | 19. November 2001   | 6. Mai 2004        |
| John W. Hendrix                     | 23. November 1999   | 19. November 2001  |
| Thomas A. Schwartz                  | 31. Juli 1998       | 23. November 1999  |
| David A. Bramlett                   | 1. Juli 1996        | 31. Juli 1998      |
| John H. Tilelli Jr.                 | 1995                | 1996               |
| Dennis Reimer                       | 1993                | 1995               |
| Edwin H. Burba Jr.                  | 27. September 1989  | 1993               |
| Colin Powell                        | 4. April 1989       | 27. September 1989 |
| Joseph T. Palastra Jr.              | 1986                | 1989               |
| Robert W. Sennewald                 | 1984                | 1986               |
| Richard E. Cavazos                  | 1982                | 1984               |
| Robert M. Shoemaker                 | 1978                | 1982               |
| Frederick J. Kroesen                | 1976                | 1978               |
| Bernard W. Rogers                   | 1974                | 1976               |
| Walter T. Kerwin Jr.                | 1. Juli 1973        | 1974               |